# THAP7
THAP7‏ (THAP domain containing 7) هوَ بروتين يُشَفر بواسطة جين THAP7 في الإنسان.